# Термическая соль
Другое название — расплав соли. Используются различные эвтектические смеси солей (к примеру, нитрат натрия, нитрат калия и нитрат кальция).
Для того, чтобы соль перешла в жидкую фазу, необходимо ее нагревание до 220 °С. Максимальная температура нагревания — до 5000 °С.
Использование раствора солей вместо обычной воды позволяет накопить больше энергии: раствор обладает большей теплоемкостью и разогревается до 550 °С, не переходя в газообразное состояние.
В отличие от тех же литиевых аккумуляторов расплав соли не «потеряет емкость» и не испортится. Нет и выделения токсичных веществ.
Одно из применений расплавов соли — для хранения тепловой энергии. В зависимости от объема расплава, он может удерживать тепловую энергию от нескольких часов до нескольких недель. Это является кратковременным хранением энергии (в отличие от водорода, который является долговременным накопителем энергии).
Технология базируется на разработке Нобелевского лауреата по физике Роберта Лафлина.
Соль может быть заменена на жидкий металл. В этом случае используются эвтектические смеси металлов типа Алюминия и Кремния (AlSi12). Они дают высокую температуру для эффективного производства пара. Глиноземные смеси на основе цемента предлагают хорошие свойства хранения тепла.